# Minona hastata
Minona hastata är en plattmaskart som beskrevs av Martens och curini-Galletti 1989. Minona hastata ingår i släktet Minona och familjen Monocelididae.
Artens utbredningsområde är Indiska oceanen. Inga underarter finns listade i Catalogue of Life.